# شيلدون هال
شيلدون هال (بالإنجليزية: Sheldon Hall)‏ هو ناقد سينمائي بريطاني، ولد في القرن العشرين.

## وصلات خارجية
- شيلدون هال على موقع IMDb (الإنجليزية)
- شيلدون هال على موقع قاعدة بيانات الفيلم (الإنجليزية)